# Georg Schaeffler
Georg Schaeffler tên đầy đủ là Georg Friedrich Wilhelm Schaeffler (* 19 tháng 10 1964 tại Erlangen, Đức) là một doanh nhân Đức, làm chủ 80% của tập đoàn INA Holding Schaeffler GmbH & Co. KG. Mẹ ông, Maria-Elisabeth Schaeffler, làm chủ 20% còn lại. Theo như Forbes vào tháng 3 năm 2015 ông hiện có tài sản là 27,2 tỷ dollar, là người giàu nhất nước Đức.

## Tiểu sử
Georg F. W. Schaeffler sanh ra ở Erlangen. Từ 1986 tới 1990, Schaeffler học ngành kinh tế tại University of St. Gallen, Thụy Sĩ, và sau đó là việc cho tập đoàn Schaeffler từ 1990 tới 1996. Ông sau đó cũng lấy thêm bằng cử nhân luật và một bằng thạc sĩ tại Duke University và đã làm việc trong ngành luật kinh doanh quốc tế tại Dallas. Ông cũng từng phục vụ trong quân đội Đức 2 năm và được chức thiếu úy không quân.

## Đời tư
Ông đã ly dị, có bốn người con và hiện sống ở Herzogenaurach, Đức.